# République des Lemkos
5 décembre 1918 – 23 janvier 1919
Entités précédentes :
- Autriche-Hongrie

Entités suivantes :
- République de Pologne

La république des Lemkos, république des Lemko-Ruthènes ou encore République lemko(-ruthène), officiellement la République nationale ruthène du peuple lemko (Ruska Narodna Respublika Lemkiv) est une petite entité autonome ukrainophile qui a existé de novembre 1918 au 23 janvier 1919 à la suite de l’effondrement de l’Empire austro-hongrois : elle se situait en Galicie austro-hongroise sur le territoire de l'actuelle Pologne. Elle est fondée à Florynka le 5 décembre 1918 au lendemain de la Première Guerre mondiale. Elle avait pour langue officielle le lemko et son président était Jaroslaw Kacmarczyk.
Elle a initialement l'intention de s'unir avec une Russie démocratique, et s'oppose à une union avec la république populaire d'Ukraine occidentale. Étant donné que l'union avec la Russie n'était pas possible, elle tente de se joindre à la Ruthénie subcarpathique sur le versant sud des Carpates comme une province autonome de la Tchécoslovaquie. Cette stratégie est cependant contestée par Grégoire Zatkovitch, le gouverneur de la Ruthénie subcarpatique.
La république des Lemkos cesse ses activités et passe sous l'administration de la Pologne le 23 janvier 1919. 
Une partie des villages lemkos, situés plus à l'ouest, avaient formé un mini-État, la République de Komańcza, et tenté de se fédérer à la république d'Ukraine occidentale. Ils sont annexés par la  Pologne le 24 janvier 1919.